# Ermita de Santa Bàrbara (Onda)
L'ermita de Santa Bàrbara o Bàrbera d'Onda (Província de Castelló, Espanya) està emplaçada en un turó dels contraforts de Montí, a una altura de 326 m, dominant el panorama de la Plana fins al mar.
Es tracta d'una edificació d'una sola nau, de quatre trams, amb una petita torre campanar situada a la dreta del seu accés i una sèrie de dependències secundàries en la seva part posterior.
L'interior, en el qual es conserva part del paviment, les pilastres i restes de la cornisa longitudinal, està totalment espoliat. Dels annexos amb prou feines queden els fonaments dels murs del que va haver de ser habitatge de l'ermità, amb una cisterna voltada, en la part posterior del temple.
La primera referència escrita al temple data de l'any 1430. Després, el menciona la Crònica de Viciana (1564). Sobre la porta d'entrada, hi figura una inscripció de l'any 1697, que ha de referir-se a la seva renovació o reconstrucció.
L'ermita va ser incendiada pels liberals el 20 d'agost de 1836 en ser considerada un bon amagatall per als carlins.